# Кон Джи-йон
Кон Джи-йон (правопис по системата на Маккюн-Райшауер Kong Ji-young) е съвременна южнокорейска писателка.
През 1985 г. завършва английска филология в университета в Йонсе, и дебютира през 1988 г. с кратката си повест „Daybreak“.
Авторка е на романите:
- 1996 – „Mackerel“
- 1998 – „Go Alone Like a Rhino Horn“
- 1998 – „My Sister Bongsoon“
„Кака Понсуни“, ИК „Изток-Запад“, 2006, ISBN 954-321-293-7)
- 1999 – „Crying Existence“
- 2000 – „Who We Are, Where We Are From, Where We Are Going?“
- 2005 – „Films of My Life“
- 2005 – „Maundy Thursday“
- 2006 – „I Was Alone Like a Raindrop“
- 2006 – „The Unhurt Soul“